# San Giovanni di Brazza
San Giovanni di Brazza (in croato: Sutivan), in passato San Giovanni della Brazza, è un comune della Regione spalatino-dalmata in Croazia nell'isola di Brazza.
È distante 13 chilometri da Spalato, con cui ha linee marittime dirette di collegamento.
Nei tempi in cui Diocleziano costruiva il palazzo a Spalato, uno dei suoi dignitari ne costruiva uno suo qui, presso gli odierni palazzi di Cavagnini. Seguendo queste tracce storiche si può parlare del 1700º anniversario della vita a San Giovanni.
Il paese prende il nome da san Giovanni Battista.

## Località
Il comune di San Giovanni di Brazza non è suddiviso in frazioni.